# Keijcyoidea
Keijcyoidea is een geslacht van kreeftachtigen uit de klasse van de Ostracoda (mosselkreeftjes).

## Soorten
- Keijcyoidea amazonica Bergue & Coimbra, 2002
- Keijcyoidea byramensis (Howe & Law, 1936) †
- Keijcyoidea castleberryensis (Howe & Law, 1936) Malz, 1981 †
- Keijcyoidea cavernosa (Brady, 1868) Malz, 1981
- Keijcyoidea cocoaensis (Krutak, 1961) Malz, 1981 †
- Keijcyoidea dissimilis Malz & Jellinek, 1989
- Keijcyoidea goodebeachensis (Hartmann, 1979) Malz, 1981
- Keijcyoidea infralittoralis Tsukagoshi, Okada & Horne, 2006
- Keijcyoidea keiji (Mckenzie, 1967) Malz, 1981
- Keijcyoidea keyi (McKenzie, 1967)
- Keijcyoidea monodenticulata (Holden, 1967) Malz, 1981 †
- Keijcyoidea montgomeryensis (Howe, 1934) Malz, 1981 †
- Keijcyoidea poikilokosmena Behrens, 1991
- Keijcyoidea polygonia Malz & Jellinek, 1989
- Keijcyoidea praecipua (Bold, 1963) Malz, 1981
- Keijcyoidea rubrimaris Malz & Jellinek, 1989
- Keijcyoidea rugosa (Brady, 1866) Malz, 1981
- Keijcyoidea sarsi (Puri, 1960)
- Keijcyoidea scissa Malz & Jellinek, 1989
- Keijcyoidea semipunctata (Holden, 1976) †
- Keijcyoidea sudaustralis McKenzie, Reyment & Reyment, 1990
- Keijcyoidea sulcata (Hu & Cheng, 1977) Malz, 1981 †
- Keijcyoidea ubivis Malz & Jellinek, 1989